# Badis assamensis
Badis assamensis е вид бодлоперка от семейство Badidae.

## Разпространение и местообитание
Видът е разпространен в Индия (Аруначал Прадеш и Асам).
Обитава сладководни басейни, пясъчни дъна и реки.

## Описание
На дължина достигат до 6,8 cm.